# Prezentacja sceniczna
Prezentacja sceniczna – sposób narracji, który faworyzuje to, co mniej abstrakcyjne, bezpośrednio unaocznia czytelnikowi akcję i skupia przedmioty przedstawiane w czasie i przestrzeni. 
O ile w  opowiadaniu relacjonującym  pierwotne następstwo zdarzeń mogło zostać naruszone jedynie wskutek interwencji autora, tak w prezentacji scenicznej możliwe jest zburzenie pierwotnej chronologii i uporządkowanie zdarzeń np. pod kątem napięcia, doskonałego ładu czy kontrastu. Sceniczność zakłada więź między odbiorcą a tym co się przedstawia.